# 枢密院官制
枢密院官制（すうみついんかんせい、明治21年4月30日勅令第22号）は、1888年（明治21年）に定められた日本の勅令。大日本帝国憲法第56条に基づき、枢密院についての規定がなされた。
1947年（昭和22年）の日本国憲法施行時に、「枢密院官制及事務規程等の廃止に関する勅令（昭和22年勅令第203号）」によって1947年（昭和22年）5月2日限り廃止となった。

## 構成
以下の通り構成されている。

### 第一章　組織
- 第1条：枢密院は天皇は臨席して諮問する
- 第2条：枢密院は議長1人、副議長1人、顧問官12人以上、書記官長1人、書記官数人で組織される。
- 第3条：枢密院の議長・副議長・顧問官は親任され、書記官長は勅任され、書記官は奏任される。
- 第4条：40歲以下は議長・副議長・顧問官にはなれない
- 第5条：議長は書記官を秘書官と兼務させることが出来る

### 第二章　職掌
- 第6条：枢密院は以下について議案として扱い天皇へ上奏し勅裁を請うものとする。
  - 1：憲法・法律の解釈　予算案
  - 2：憲法改正・憲法に附屬する法律（皇室典範等）の改正
  - 3：重要な勅令
  - 4：新しい法律の草案　現行法の廃止・改正に関する草案　条約交渉　行政各部の官制
  - 5：前述以外に行政上の重要の案件　必要とされる案件等
- 第7条：第6条3項は枢密院の諮詢したことを記載する
- 第8条：枢密院は天皇の最高諮問機関であるが直接行政に指示はしない

### 第三章　会議及び事務
- 第9条：枢密院会議は顧問官10名以上の出席無い時は開会できない
- 第10条：枢密院会議の議長に事故がある時は副議長が、議長・副議長共に事故がある時は顧問官は代わりをなす
- 第11条：各大臣（内閣総理大臣・国務大臣）はその職権上より枢密院において顧問官たる地位を有し、議席に列し、表決の権利を有する。また各大臣ハ委員ヲ差シテ會議ニ出席シ演述及說明ヲ爲サシムルコトヲ得但表決ノ數ニ加ラス
- 第12条：枢密院の議決は多数決で決する。可否同数の場合は議長が決する。
- 第13条：議長は枢密院の事務を総管し、枢密院の一切の公文書に署名する。副議長は議長の職務を輔佐する。
- 第14条：書記官長は議長の監督を受けて枢密院の常務を管理し、一切の公文書に副署する。会議に付すべき事項を審査し報吿書を調製し会議に列席し弁明の任に当たる。但し表決の数には加わらない。書記官は会議において議事を筆記し書記官長の職務を輔佐し、書記官長に事故ある時は書記官が代理し、筆記は出席員の姓名や会議の事件・質問・答弁・議決の要旨を記載する
- 第15条：特別の場合を除き、予め審査報吿書を調製し、その会議に必要な書類を各員に配達しなければ会議を開くことは出来ない。議事日程や報吿ハ予め各大臣に通報する。

## 枢密院官制中改正ノ件（明治23年勅令第216号）
第2条及び第6条を次のように改める。 
- 第2条：枢密院は議長1人、副議長1人、顧問官25人、書記官長1人、書記官5人で組織される。
- 第6条：枢密院は以下について議案として扱い天皇へ上奏し勅裁を請うものとする。
  - 1：皇室典範においてその権限に属する事項
  - 2：憲法の条項・憲法に附屬する法律・勅令に関する草案・疑義
  - 3：憲法第14条にある戒厳の宣告　第8条・第70条にある勅令
  - 4：諸外国との交渉・条約・約束
  - 5：樞密院官制・枢密院事務規程の改正に関する事項
  - 6：前諸以外に臨時に諮詢が必要な事項

## 枢密院官制中改正ノ件（明治26年勅令第120号）
- 第2条：書記官「5人」を「3人」に改める（明治26年11月10日施行）。

## 枢密院官制中改正ノ件（明治36年勅令第117号）
- 第2条：顧問官「25人」を「28人」に改める。

## 枢密院官制中改正ノ件（明治42年勅令第184号）
第5条及び第7条を次のように改め、第14条の次に次の一条を加える（明治42年7月12日施行）。 
- 第5条：枢密院に議長秘書官を專任し1人設置し奏任とする
- 第7条：削除
- 第14条の2：議長秘書官は議長官房の事務を掌握する

## 枢密院官制中改正ノ件（大正2年勅令第137号）
第2条及び第5条を次のように改める。
- 第2条：顧問官「28人」を「24人」に改める。
- 第5条：枢密院に議長秘書官を專任し1人設置し奏任とし、議長秘書官は書記官を兼務する

この改正勅令施行の際現に枢密顧問官の職に在る者は今回の定員の改正にかかわらず在任する（以上大正2年6月13日施行）。

## 枢密院官制中改正ノ件（大正7年勅令第355号）
第2条及び第5条を次のように改める。
- 第2条：「書記官3人」を「及書記官」に改め、書記官は專任3人とする。
- 第5条：枢密院に議長秘書官を專任し1人設置し奏任とする

## 枢密院官制中改正ノ件（昭和10年勅令第112号）（昭和10年5月9日施行）
第5条の次に次の１条を加える。 
第五条の２　枢密院に理事官を置く專任一人奏任とする。
第14条の2の次に次の一条を加える。
第14條の3　理事官は上官の命を承け事務を掌る

## 枢密院官制中改正の件（昭和13年勅令第774号）
```
第6条を次のとおり改める（昭和13年12月21日施行）。 
```

第六條　枢密院は左の事項に付諮詢を待て会議を開き意見を上奏する
一　皇室典範及皇室令において枢密院の権限に屬せしめたる事項並びに特に諮詢せられたる皇室令
二　帝国憲法の條項に関する草案及疑義
三　帝国憲法に附屬する法律及勅令
四　枢密院の官制及事務規程の改正
五　帝国憲法第八條及第七十條の勅令
六　国際條約の締結
七　帝国憲法第十四條の戒嚴の宣告
八　教育に関する重要の勅令
九　行政各部の官制其の他の官規に関する重要の勅令
十　榮典及恩赦の基礎に関する勅令
十一　前各号に掲げたるものの外特に諮詢せられたる事項

## 行政簡素化實施の爲にする枢密院官制中改正の件（昭和17年勅令第740号）
```
第2条第2項中「書記官は專任三人」を「書記官は專任二人」に改める（昭和17年11月1日施行）。
```

## 枢密院官制及事務規程等の廃止に関する勅令（昭和22年勅令第203号）
昭和22年5月2日限り廃止